# Adolphe Roberts-Jones
Pour les articles homonymes, voir Roberts et Jones.
Daniel Adolphe Joseph Roberts-Jones (né à Bruxelles le 14 novembre 1806 et mort à Schaerbeek le 13 mars 1874, 85 rue des Palais) est un artiste peintre belge d'origine britannique.

## Parcours
Adolphe Roberts-Jones se forme auprès du peintre animalier Eugène Verboeckhoven (1799-1881) et deviendra lui-même peintre d'animaux, genre où il se fit une réputation.
Il obtient en 1845 la médaille d'argent au Salon de Bruxelles.
Parmi les collections royales, figure le tableau Paysage avec mouton et canards.
Il signait AR Jones, avec le A et le R enlacés.
Alphonse avait épousé à Bruxelles le 4 novembre 1834 Henriette Levyssohn (1794-1862) dont il n'eut pas d'enfant.
Son frère Henry Francis Roberts-Jones (1813-1887), important carrossier à Bruxelles, époux de Mary Brain, est l'arrière grand-père du poète Philippe Roberts-Jones, conservateur en chef des Musées royaux des beaux-arts de Belgique.